# Jung Jin-sun
Jung Jin-sun (hangeul: 정진선, Hanja: 鄭鎭善, né le 24 janvier 1984 à Hwaseong) est un épéiste sud-coréen. Il remporte la médaille d'or par équipe lors des Jeux asiatiques de Doha en 2006[réf. nécessaire]. Il est battu lors des quarts de finale par le Français Fabrice Jeannet aux Jeux olympiques d'été de 2008. Il est médaillé d'or aux championnats asiatiques de 2011 et de 2012, tout en se classant 53e aux championnats du monde en 2011. Il remporte la médaille de bronze lors des Jeux olympiques de 2012 à Londres.